# Гуд Хоуп (Џорџија)
Гуд Хоуп (енгл. Good Hope) град је у америчкој савезној држави Џорџија. По попису становништва из 2010. у њему је живело 274 становника.

## Демографија
Према попису становништва из 2010. у граду је живело 274 становника, што је 64 (30,5%) становника више него 2000. године.
| Група             | 2000.       | 2010.       |
| Белци             | 201 (95,7%) | 267 (97,4%) |
| Афроамериканци    | 2 (1,0%)    | 2 (0,7%)    |
| Азијати           | 0 (0,0%)    | 0 (0,0%)    |
| Хиспаноамериканци | 2 (1,0%)    | 3 (1,1%)    |
| Укупно            | 210         | 274         |